# Acronicta psideleta
Acronicta psideleta är en fjärilsart som beskrevs av Turner 1935. Acronicta psideleta ingår i släktet Acronicta och familjen nattflyn. Inga underarter finns listade i Catalogue of Life.